# سیارک ۱۷۲۳
سیارک ۱۷۲۳ (به انگلیسی: 1723 Klemola، نامگذاری:1936FX) هزار و هفتصد و بیست و سومین سیارک کشف شده‌است که در ۱۸ مارس ۱۹۳۶ کشف شد.
قدر مطلق سیارک برابر ۱۰٫۰۶ است.